# Karl Körfer
Karl Franz Wilhelm Hubert Josef Körfer (* 23. Oktober 1856 in Beuthen in Oberschlesien; † 26. Februar 1947 in Brakel) war ein preußischer Landrat.

## Leben
Karl Körfer wurde als Sohn der Eheleute Franz Körfer (Berginspektor/Generaldirektor) und Minna Bannerth geboren und erlangte am 2. Juli 1875 das Reifezeugnis am Gymnasium Beuthen.
Seinen Militärdienst leistete er als Einjährig-Freiwilliger vom 1. Oktober 1876 bis Ende September 1877 beim Garde-Füsilier-Regiment in Berlin  und war hier Secondeleutnant. Er studierte an den Universitäten Straßburg und Berlin Jura und bestand am 17. Januar 1879  beim Kammergericht Berlin die Prüfung zum Gerichts-Referendar mit dem Ergebnis „vorschriftsmäßig“. Beim Oberlandesgericht Breslau wurde er einen Monat später als Gerichts-Referendar eingestellt und war am 3. Juni 1881 Regierungs-Referendar bei der  Bezirksregierung Breslau. Am 19. März 1884 bestand Körfer die Prüfung zum Regierungs-Assessor mit „ausreichend“ und wurde am 31. April 1884 als Regierungsassessor an die Bezirksregierung Aachen überwiesen. Mit der kommunalen Verwaltung des Landratsamtes des Kreises Höxter wurde er am 8. April 1887 beauftragt und am 22. Juni 1888 vom Kreistag mit 10 von 22 Stimmen zum zweiten Kandidaten für das Landratsamt gewählt. Körfer war vom Innenminister in Abstimmung mit den Provinzialbehörden für das Amt ausersehen, weil der erste Kandidat seiner Persönlichkeit nach als Landrat nicht annehmbar war.
Die definitive Ernennung zum Landrat des  Kreises Höxter war am 6. August 1888. Er blieb in diesem Amt bis zum 13. Januar 1917. Aus gesundheitlichen Gründen (Schwerhörigkeit) hatte er um Entlassung aus dem Staatsdienst gebeten.
Körfer wurde 1898 und 1902 vom Regierungspräsidenten in Minden als begabtester und tüchtigster Landrat des Bezirks zur Beförderung vorgeschlagen. Er war Mitglied des Provinziallandtag der Provinz Westfalen.
In Bad Driburg wurde 1908 der Beschluss gefasst, eine zentrale Wasserversorgung zu bauen und der Quelle den Namen „Koerfer-Quelle“ zu geben.

## Ehrungen
- Landwehrdienstauszeichnung II. Klasse
- Roter Adlerorden IV. Klasse
- Kronenorden III. Klasse;
- Eisernes Kreuz II. Klasse am weiß-schwarzen Band
- Geheimer Regierungsrat